# Stars – The Best of 1992–2002
A Stars az ír The Cranberries 1992-2002 között készült dalainak válogatása.

## Számok
1. Dreams – 4:15
2. Linger – 4:34
3. Zombie – 5:07
4. Ode to My Family – 4:31
5. I Can’t Be with you – 3:07
6. Ridiculous Thoughts (radio edit) – 3:36
7. Salvation – 2:24
8. Free To Decide (alternate mix edit) – 3:23
9. When You’re Gone (edit) – 3:52
10. Hollywood (edit) – 4:19
11. Promises (radio edit) – 3:32
12. Animal Instinct – 3:32
13. Just My Imagination (edit) – 3:13
14. You And Me (edit) – 3:17
15. Analyse – 4:06
16. Time is Ticking Out – 3:01
17. This is the Day – 4:15
18. Daffodil Lament [Bonus Track – #1 non-single as voted by the fans] – 6:06
19. New New York (previously unreleased) – 4:09
20. Stars (previously unreleased) – 3:31